# Gerardiina kundelungensis
Gerardiina kundelungensis är en snyltrotsväxtart som beskrevs av R. Mielcarek. Gerardiina kundelungensis ingår i släktet Gerardiina och familjen snyltrotsväxter. Inga underarter finns listade i Catalogue of Life.